# Edward Israel
Edward Israel   (Kalamazoo, 1 de juliol de 1859 - Cap Sabine, 27 de maig de 1884) va ser un astrònom i explorador polar estatunidenc.
Israel era fill de Mannes i Tillie Israel, els primers jueus en establir-se a Kalamazoo. A la Universitat de Michigan va estudiar astronomia. Just abans de graduar-se, el 1881, un dels professors el va nomenar per a ser astrònom en una expedició oficial dels Estats Units a l'Àrtida. Israel va marxar a Washington, DC, el 28 d'abril de 1881 per unir-se a l'Expedició a la badia de Lady Franklin amb altres 23 homes sota el lideratge d'Adolphus Greely. Aquest expedició havia rebut l'encàrrec del govern dels Estats Units de recollir informació científica sobre les regions polars. Israel va rebre l'encàrrec de recopilar dades astronòmiques, magnètiques i meteorològiques.
La desafortunada expedició va sortir de Washington el 9 de juny de 1881 i va arribar a Terranova a finals del mes. Des d'allà la tripulació va pujar a un vaixell equipat pet viatjar al Pol i es va dirigir a la badia de Lady Franklin, molt per sobre del cercle polar àrtic. Israel i la resta de la tripulació van passar dos anys en un campament que van anomenar Fort Conger.
El 1882 el vaixell de subministrament anual no va arribar i l'agost de 1883 l'expedició es va quedar sense subministraments. Es van posar en marxa per intentant trobar el vaixell, guiats només per les dades astronòmiques d'Israel. En arribar al cap Sabine es va trobar que el vaixell de subministrament havia xocat amb el gel i s'havia enfonsat.
Els membres de l'expedició van haver de lluitar durant l'hivern de 1883 pràcticament sense subministraments. Morí el 27 de maig de 1884, tres setmanes abans que la tripulació fos rescatada per la Marina dels Estats Units. Massa febles i malalts per enterrar Israel els supervivents de l'expedició van retornar el seu cos a Kalamazoo l'11 d'agost de 1884.
Edward Israel va rebre tots els honors de la ciutat de Kalamazoo en enterrar el seu cos al cementiri jueu. El 1972 l'estat de Michigan va erigir un recordatori a la seva tomba.